# Драгон (футбольний клуб)
Драгон Футбол Клуб або просто Драгон (ісп. Dragón Fútbol Club) — професіональний екваторіальногвінейський футбольний клуб з міста Бата. 

## Історія
Клуб було засновано в місті Бата. Драгон перемагав у національному чемпіонаті 1983 року, а також в національному Кубку в 2009 році. Зараз клуб виступає в Прем'єр-лізі.
На міжнародній арені клуб брав участь у 3 континентальних турнірах, де ніколи не проходив далі першого раунду.

## Досягнення
- Прем'єр-ліга: 1 перемога

1983
- Кубок Екваторіальної Гвінеї: 1 перемога

2009

## Виступи в континентальних турнірах КАФ
| Сезон | Турнір                 | Раунд      | Країна           | Суперник          | Вдома | На виїзді |
| ----- | ---------------------- | ---------- | ---------------- | ----------------- | ----- | --------- |
| 1983  | Ліга чемпіонів КАФ     | 1          | Республіка Конго | КАРА (Браззавіль) | 0:2   | 1:6       |
| 1997  | Кубок КАФ              | 1          | Камерун          | Котон Спорт       | 0:1   | 0:5       |
| 2010  | Кубок Конфедерації КАФ | Попередній | Республіка Конго | ФК «Леопардс»     | 2:3   | 0:4       |

## Відомі гравці
- Крістіан Бон
- Флоренсіо Нкелес Ома (грав у сезоні 2014-2015 років)
- П'єр Колдей